# Samba (phần mềm)
Samba là một phần mềm miễn phí làm việc trên giao thức mạng smb / CIFS, được phát triển ban đầu ban đầu của Andrew Tridgell. Samba được phát hành dưới giấy phép công cộng GNU. Tên Samba đến từ smb (Máy chủ tin nhắn Chặn), tên của giao thức chuẩn được sử dụng bởi Microsoft Windows mạng lưới hệ thống tập tin. Như Samba3 phiên bản của tập tin và cung cấp các dịch vụ in Microsoft Windows cho các khách hàng và có thể tích hợp với một tên miền Windows Server, hoặc như một tiểu Domain Controller (PDC), hoặc như là một thành viên tên miền. Nó cũng có thể là một phần của một hoạt động miền Directory. Samba chạy trên hầu hết các hệ điều hành Unix và Linux, Solaris, Aix và các biến thể của BSD, bao gồm cả Apple của hệ điều hành Mac OS X Server (mà đã được bổ sung vào các hệ điều hành Mac OS X trong phiên bản 10,2). Samba là được tích hợp cho tất cả các bản phân phối của Linux và thường được bao gồm như một dịch vụ cơ bản trên hệ thống kiểu Unix khác dựa trên hệ điều hành